# 松山利夫
松山 利夫（まつやま としお、1944年6月27日- ）は、日本の文化人類学者。専攻はオーストラリア先住民研究。国立民族学博物館名誉教授。

## 来歴・人物
福井県出身。立命館大学文学部地理学科卒業後、同大学院文学研究科地理学専攻修士課程修了および博士課程所定単位取得退学。平安学園高等学校教諭を経て、国立民族学博物館助手、助教授、同博物館先端民族学研究部教授、同博物館民族社会研究部教授・部長を歴任。2010年4月に同名誉教授、平安女学院大学教授。

## 主な著作

### 単著
- 『木の実 ものと人間の文化誌』（法政大学出版局、1982年）
- 『山村の文化地理学的研究―日本における山村文化の生態と地域の構造―』（古今書院、1986年）
- 『ユーカリの森のに生きる―アポリジニの生活と神話から―』（NHKブックス、1994年）
- 『精霊たちのメッセージ―現代アポリジニの神話世界―』（角川選書、1996年）
- 『ブラックフェラウェイ オーストラリア先住民アボリジナルの選択』（御茶の水書房、2006年）

### 共編著
- 『畑作文化の誕生―縄文農耕論へのアプローチ―』（佐々木高明と共編、日本放送出版協会、1988年）
- 『木の実の文化誌』（山本紀夫と共編、朝日選書、1992年）
- 『先住民と都市―人類学の地平―』（青柳清孝と共編、青木書店、1999年）

## 注
1. ↑  『現代日本人名録』